# Stuart Elliott (musicista)
Stuart Elliott (Londra, 22 maggio 1953) è un batterista inglese.

## Biografia

### The Alan Parsons Project
È stato per dodici anni membro del gruppo progressive rock The Alan Parsons Project.
Alan Parsons ed Eric Woolfson lo convocano per la prima volta come session-man per l'album Pyramid del 1978. Proseguirà ininterrottamente ad essere convocato per tutti gli album successivi del The Alan Parsons Project, in totale parteciperà a nove su undici album. 

### Keats
Nel 1984, all'apice del successo del The Alan Parsons Project, partecipò al progetto Keats di Alan Parsons. In pratica Parsons e Woolfson fondarono un gruppo parallelo con i session-man che collaboravano ai loro album, l'album d'esordio fu intitolato Keats.

### Alan Parsons
Dopo lo scioglimento del The Alan Parsons Project proseguirà a collaborare con Alan Parsons nelle sue produzioni da solista per altri dieci anni. Inoltre dal 1993 al 2001 parteciperà ai concerti tenuti dal vivo dall'Alan Parsons Live Project.

### Altre collaborazioni
Ha collaborato anche con Kate Bush, Kenny Rogers, Demis Roussos, Justin Hayward, Lucio Battisti, Anna Oxa, Eros Ramazzotti, Marcella Bella, Gianni Bella, Mietta, Paul McCartney, Renato Zero, Claudio Baglioni, Al Stewart.
Nel 1986 suona con gli Zeno nell'album omonimo di debutto.

## Discografia

### The Alan Parsons Project
- 1978 - Pyramid
- 1979 - Eve
- 1980 - The Turn of a Friendly Card
- 1982 - Eye in the Sky
- 1984 - Ammonia Avenue
- 1985 - Vulture Culture
- 1986 - Stereotomy
- 1987 - Gaudi
- 1990 - Freudiana[2]

### Alan Parsons
- 1993 - Try Anything Once
- 1994 - Live
- 1995 - The Very Best Live
- 1996 - On Air
- 1999 - The Time Machine

### Al Stewart
- 1976 -  Year of the Cat

### Lucio Battisti
- 1980 -  Una giornata uggiosa

### Keats
- 1984 - Keats

### Claudio Baglioni
- 1981 - Strada facendo
- 1985 - La vita è adesso

### Zeno
- 1986 - Zeno

### Anna Oxa
- 1992 -  Di questa vita